# Грецький проєкт

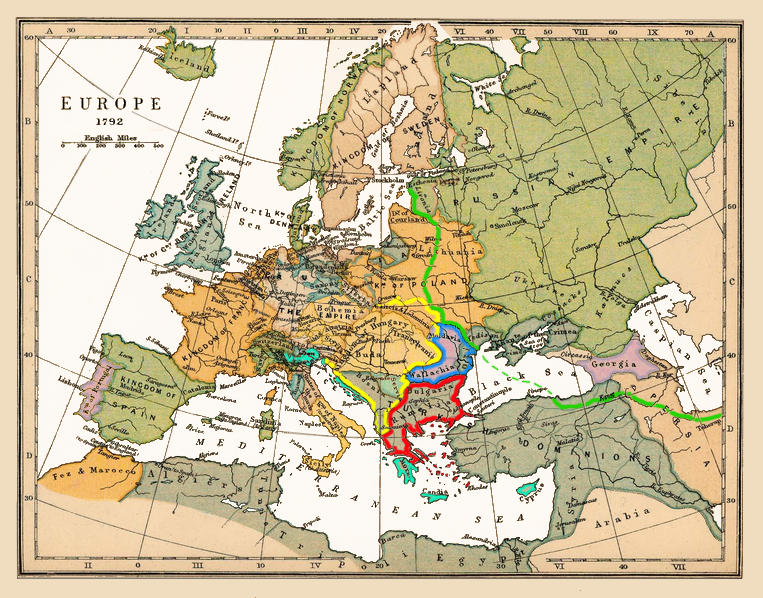
Грецький проєкт Катерини II: «Неовізантійська імперія» (червоний) для її онука Костянтина, «Королівство Дакія» (синій) для Григорія Потьомкіна, компенсації для Габсбурзької монархії (жовтий) та Венеційської республіки (бірюзовий)

Грецький проєкт (рос. Греческий проект) — геополітичний проєкт Катерини II, імператриці Росії, що виник на початку 1780-х років і передбачав розгром та знищення Османської імперії, поділ її територій між Російською та Габсбурзькою монархіями і відродження Візантійської імперії з центром у Константинополі.

## Виникнення ідеї
Як і попередники, Катерина II займалася питанням православних християн під правлінням Османської імперії. Імператриця спонсорувала Пелопоннеське повстання 1770 року на півострові Морея у Греції під час російсько-турецької війни 1768—1774 років і запросила греків, як-от Іоанніса Варвакіса, поселитися в Росії, переважно в Криму і так званій Новоросії. Після Першої Архіпелазької експедиції (1769—1775) грецькі діячі звернулися до російської імператриці з проханням «визволити» Грецію. Катерина II мала намір посадити одного зі своїх онуків, названим, відповідно, Костянтином на честь імператора Константина I Великого, на престол відновленої Візантійської імперії. Іншою ціллю, яку переслідувала Катерина II, був вихід Росії до Середземномор'я через Босфор, контрольований османами.
Щоб реалізувати цей проєкт, Катерина II планувала залучити провідні європейські держави та дунайські князівства для допомоги. У травні 1780 року Катерина ініціювала таємну зустріч з імператором Священної Римської імперії Йосифом II у Могильові. У листуванні від вересня 1781 року Катерина II та Йосиф II обговорювали поділ Османської імперії та відновлення Візантії. Австро-російський союз був формально закріплений у травні 1781 року. Проєкт відновлення грецької держави був викладений у конфіденційному листі Катерини II до Йосифа II від 21 вересня 1782 року.
Секретар імператриці, Олександр Безбородько, створив чернетку, а князь Григорій Потьомкін його допрацював. Крім того, він дав кільком містам у Північному Причорномор'ї назви на грецький манір (Севастополь, Одеса, Херсон тощо). Візантійський символізм мав місце у кількох нових храмах, як-от Катерининський собор у Херсоні. Ще одна зустріч російського та австрійського монархів відбулася в рамках подорожі Катерини II до Криму в 1787 році.
Грецький проєкт передбачав перекроювання карти Південно-Східної Європи. Окрім відновлення Візантійської імперії, передбачалося також створення буферної держави між Росією, Австрією та Візантією на чолі з християнським монархом у складі Волощини, Молдавії та Бессарабії. Така держава мала називатись Королівством Дакія. Воно, згідно з ідеєю, ніколи не мало об'єднатися ні з Австрією, ні з Росією.

## Спроби реалізації
Австрія та Росія оголосили війну Туреччині 1787 року. Смерть Йосифа II в 1790 році, Ясський та Свиштовський мирні договори (1792) завершили бойові дії та фактично австро-російську угоду. Австрійські та загальноєвропейські інтереси перемістилися західніше у зв'язку з початком Французької революції. Після остаточного розгрому Наполеона у 1815 році європейські інтереси були сконцентровані на збереженні територіальних здобутків країн, що поділили Балканський півострів.
Поява у Санкт-Петербурзі таких ідей викликала стурбованість у таких європейських державах як Франція, що мала з Османською імперією союз ще з XVI століття, та Велика Британія, яка побоювалась порушення «балансу сил» внаслідок встановлення Росією гегемонії у регіоні. Внаслідок цього виникло так зване «східне питання».
Після створення незалежного Грецького королівства у 1829 році грецький проєкт трансформувався у «Велику ідею».

## Міста, названі на грецький манір
Велика кількість міст у Північному Причорномор'ї, що опинилися під владою Росії в часи Катерини II, були названі на грецький манір.
| Оригінальна назва | Нова назва               | Дата перейменування | Примітки |
| ----------------- | ------------------------ | ------------------- | --- |
| Більховичі        | Херсон                   | 1778                | на честь Херсонеса |
| Кезлев            | Євпаторія                | 1784                | на честь Мітрідата Євпатора |
| Домаха            | Маріуполь                | 1780                | на честь імператриці Марії Федорівни. Варто зауважити, що у 1779 році використовувалася назва Маріанополь, на честь містечка Маріамполь в долині Марьям-Дере під Бахчисараєм, звідки прибули надазовські греки. |
| Кизияр            | Мелітополь               | 1842                | із давньогрецької (ἡ) Μελιτόπολις, себто «Медове місто», з τὸ μέλιτος (то ме́літос) — «мед», і ἡ πόλις (ге по́ліс) — «місто»                                                                                      |
| Микитин Ріг       | Нікополь                 | 1786                | на честь Ніки — богині перемоги, або переклад попередньої назви Микитин Ріг |
| Гаджидере         | Овідіополь               | 1793                | на честь Овідія |
| Усівка            | Олександрія              | 1784                | на честь Олександра |
| Ахтіар            | Севастополь              | 1784                | Sebaste (Augustus) на честь порту Севастополіс, у перекладі з грецької себастос — «священний», «величний», «шанований», також «Себастос» це візантийський імператорський титул, аналог латинського «Август»     |
| Акмесджит         | Сімферополь              | 1784                | місто загального добра, на честь девізу Катерини II: «Мій девіз — бджоли, що літають від рослини до рослини, збирають свій перший мед, і носять його у вулик, що є корисним»                                    |
| Орлик             | Ольвіополь (Первомайськ) | 1782                | на честь давньогрецької колонії Ольвія |
| Кафа              | Феодосія                 | 1787                | на честь давньогрецької колонії Теодосія |
| Хаджибей          | Одеса                    | 1795                | на честь колонії Одесос поблизу Варни |
| Суклея            | Тирасполь                | 1792                | на честь давньогрецької назви Дністра — Тіра |
| —                 | Ставрополь               | 1777                | stauros (хрест) |